# Hans de Decker

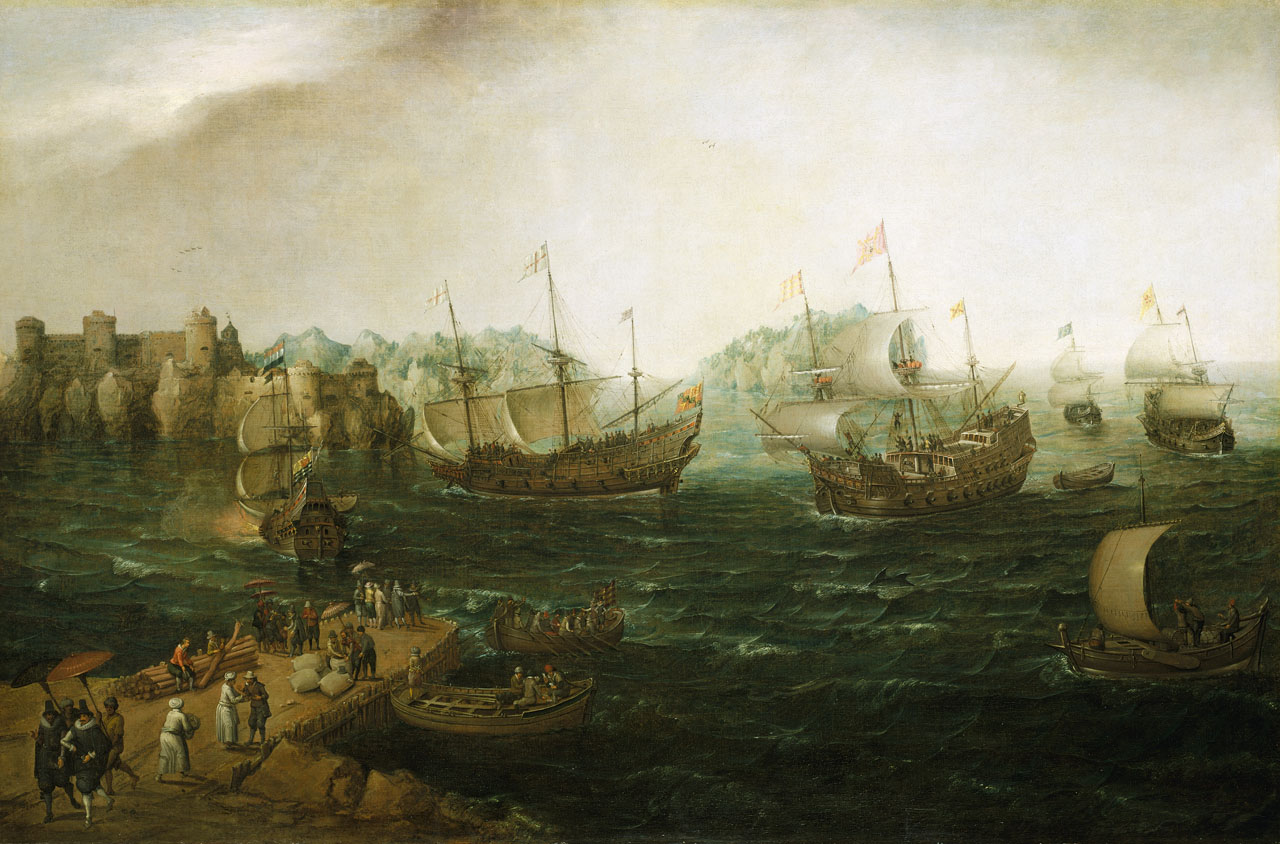
Koopvaarders in Oost-Indië ca. 1614.

Hans de Decker (? - 1619) was een koopman die in dienst van Zeeuwse voorcompagnieën reizen naar Azië maakte. In 1618 nam hij deel aan een Franse expeditie vanuit Saint-Malo, waarvan hij na enkele sterfgevallen onderweg bevelhebber werd. Op de terugweg naar Frankrijk overleed hij.

## Veersche Compagnie
Hans de Decker nam deel aan de tocht naar Atjeh van de gebroeders De Houtman met de schepen Leeuw en Leeuwin van de Veersche Compagnie. In september 1599 in Atjeh aangekomen werd de bemanning onverhoeds overvallen door krijgers die met een list aan boord waren gekomen, waarbij Cornelis de Houtman en veel anderen werden vermoord, en de overigen, waaronder Frederik de Houtman en De Decker, gevangen werden genomen. De Decker werd pas in november 1600 vrijgekocht door Paulus van Caerden die daar met twee schepen peper in kwam kopen. Met hem ging De Decker naar Bantam, van waar hij in april 1601 terugkeerde naar Nederland.

## Verenigde Zeeuwse Compagnie
In januari 1602 nam hij dienst bij de Verenigde Zeeuwse Compagnie. Hij werd opperkoopman op het schip Vlissingen, dat met twee andere schepen onder viceadmiraal Sebald de Weert in maart uitvoer. De schepen waren onderdeel van een vloot van 14 schepen onder admiraal Wybrand van Warwijck, die met de overige schepen in juni vertrok. De Weert was met zijn schepen in april 1603 aan de oostkust van Ceylon, waar De Decker werd aangesteld als inkoper van kaneel. Toen De Weert met 25 metgezellen naar Kandy ging om daar de koning te ontmoeten werden bij een ruzie tijdens een maaltijd aan het hof allen vermoord. De Decker was met de schepen in oktober 1603 weer in Bantam, verenigd met de vloot van Van Warwijck. In februari 1606 ging hij terug naar Nederland, vermoedelijk weer met de Vlissingen, die in oktober in Zeeland arriveerde. Van Warwijck was erg tevreden over zijn functioneren. In augustus 1608 getuigde hij op verzoek van De Decker, toen koopman te Middelburg, dat deze 'in alle voorvallende voyagiën ende exploicten soo te water als te lande, ten dienste ende prouffijte van de Compagnie, onaengesien eenige periculen, gedraegen heeft cloeck ende neerstich, gelijck een goet coopman in soodaenige saecken toestaet'. Ook Abraham Abelijn, opperkoopman op de Zeelandia, liet weten dat De Decker 'hem in alle sijn doen ende voorvallende occurentiën, handel ende wandel, mitsgaders goede conversatie, heeft gedraegen eerlijck ende getrouw'.

## Saint-Malo

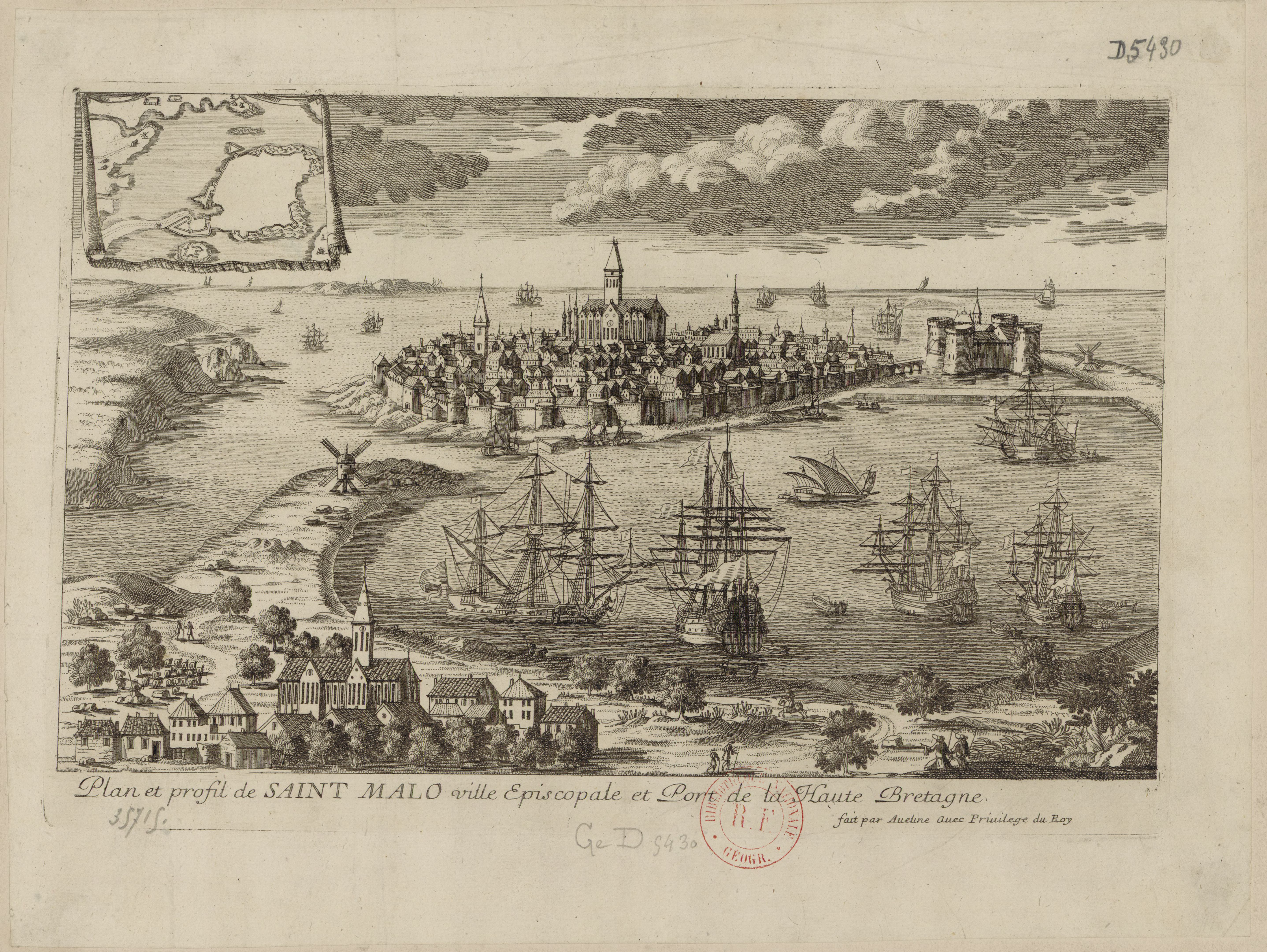
Saint-Malo.

Hoewel ook de bewindhebbers erg tevreden over hem waren was hij in 1609 een van degenen die door Francois van Aerssen in Parijs gesignaleerd werden in verband met de plannen van Hendrik IV voor een Franse Oost-Indische Compagnie. De anderen waren Isaac le Maire, Balthazar de Moucheron, Joris van Spilbergen, Gerard le Roy en Simon de Danser. Van die plannen kwam echter niets. In 1615 werd hij samen met Nicolaas Puyck, ooit gezant van de VOC in Japan, weer in Frankrijk gezien. De VOC-Kamer Zeeland schreef in augustus dat het strijdig met de belangen van de VOC was om dergelijke personen niet genoeg te betalen zodat ze zich 'in vremde natiën dienst begheven'. In 1616 sloot De Decker zich aan bij een expeditie van twee schepen uitgerust in Saint-Malo, de Saint-Michel en de Saint-Louis, grotendeels gefinancierd door kooplieden uit Antwerpen, en geleid door Louis Heijne. In de buurt van de Rode Zee maakten ze zich schuldig aan zeeroverij op Indiase schepen, waarbij de Nederlandse vlag gebruikt zou zijn. In juni 1617 verschenen ze aan de Coromandelkust, waar Louis' broer Michiel de VOC-factorij in Tierepopelier vroeg om informatie over waar ze waren en wat voor handel er gedreven werd. Die informatie werd hen geweigerd, vooral omdat Nederlanders van de Staten-Generaal niet op buitenlandse schepen mochten varen. 

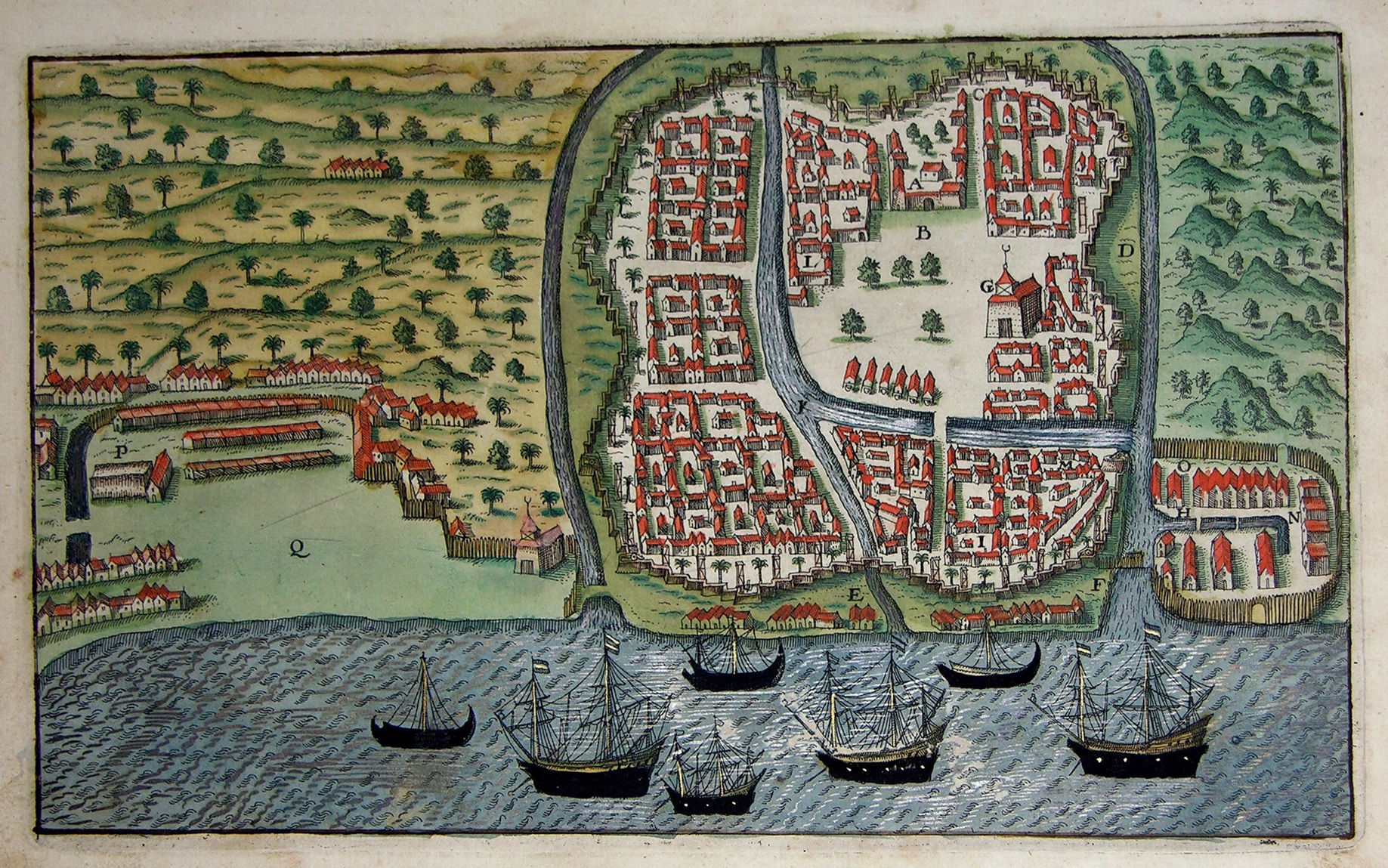
Bantam.

In Atjeh aangekomen lukte het om de Saint-Louis te laden met peper. Louis Heijne, zijn broer Michiel en veel anderen overleden echter op weg naar Bantam. De Decker was bevelhebber op het admiraalschip Saint-Michel toen dat in januari 1618 bij Karawang aankwam. Toen De Decker in een bootje naar Jacatra voer om te proberen nieuwe stuurlieden aan te monsteren vanaf VOC-schepen werd hij door de juist naar Ambon vertrekkende gouverneur-generaal Laurens Reael gearresteerd. Nog meer Nederlanders werden van de schepen gehaald vanwege het verbod van de Staten-Generaal. Reael beloofde De Decker dat hij met een VOC-retourschip weer zou kunnen vertrekken maar Jan Pieterszoon Coen in Bantam was het daar niet mee eens vanwege de zeeroverij onder de VOC-vlag, die de VOC ernstig zou kunnen schaden in Suratte. Hij liet hem door Jan Rosengeyn naar de op de rede liggende Zierikzee brengen om hem daar vast te zetten. Toen De Decker van Rosengeyn vernam wat de bedoeling was wist hij te ontsnappen naar een Engels schip en van daar naar de Pangeran van Bantam. Eind januari liet Coen de Saint-Michel bij Bantam in beslag nemen 'omme Decker daerdoor te dringen van selffs weder te keeren', wat leidde tot een serieuze aanvaring met de Pangeran. Die eiste teruggave van de Saint-Michel aan de Fransen. Toen Coen weigerde en dreigde met de VOC uit Bantam te vertrekken bond hij in. Intussen ging De Decker zonder dat de Nederlanders het merkten met het Engelse schip de Charles terug naar Frankrijk. Hij stierf echter onderweg. Waar en wanneer precies is niet bekend.
De Saint-Louis keerde alleen terug in Saint-Malo, met een rijke lading peper maar met nog slechts 28 van de oorspronkelijke 200 bemanningsleden, die in Bantam waren aangevuld met Gujerati en Chinezen. Enkele Fransen waren in Bantam achtergebleven om daar een handelspost te stichten, maar daar is nooit iets van gekomen. Na Franse protesten bij de Staten-Generaal moest de VOC in 1623 een schadevergoeding betalen voor de in beslag genomen Saint-Michel.